# Rue Leuck-Mathieu
La rue Leuck-Mathieu est une voie du 20e arrondissement de Paris, en France.

## Situation et accès
La rue Leuck-Mathieu est une voie publique située dans le 20e arrondissement de Paris. Elle débute au 40, rue des Prairies et se termine au 5, rue de la Cour-des-Noues.

## Origine du nom

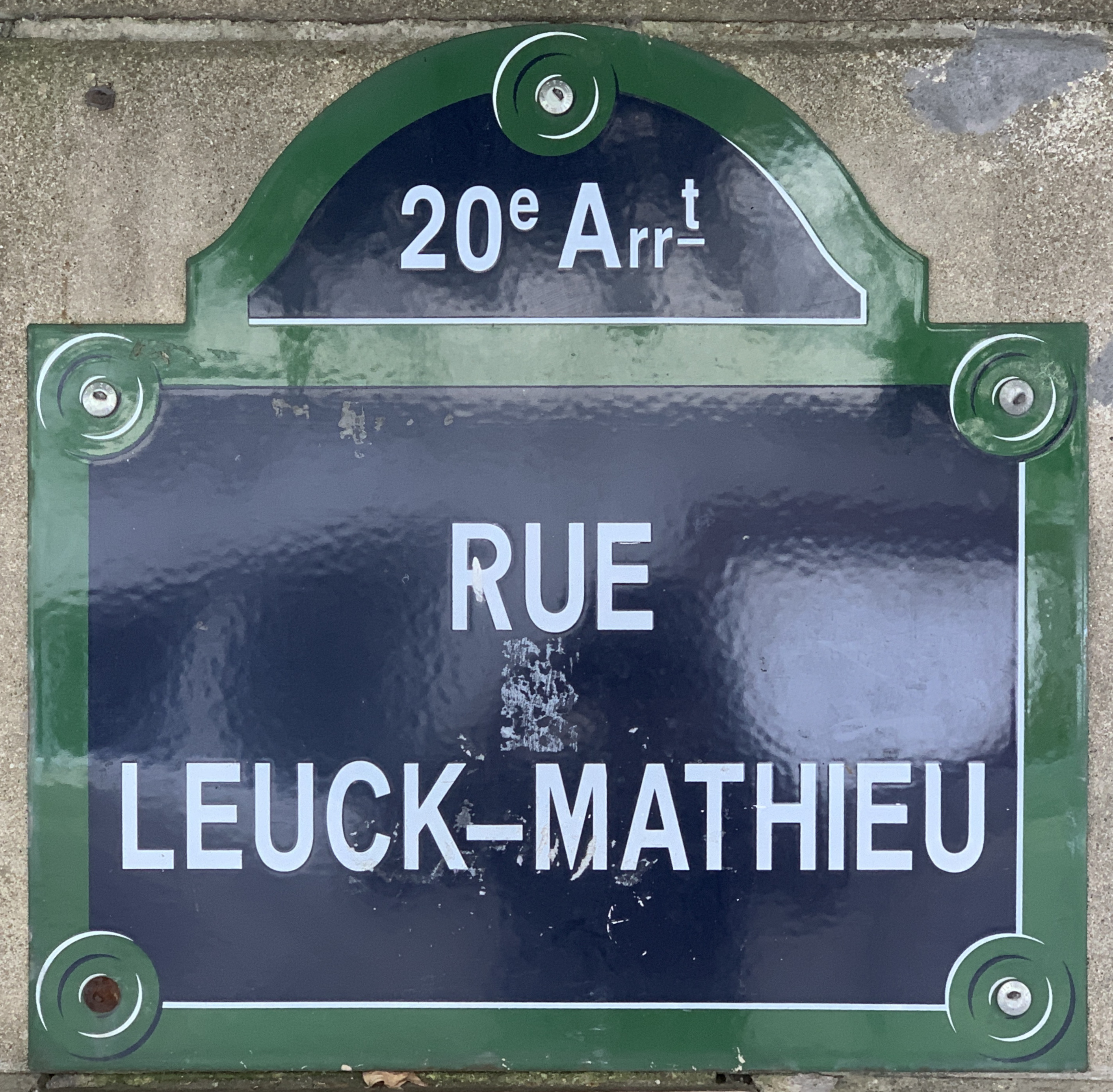
Plaque de la rue.

La rue tire son nom de celui d'un ancien propriétaire local.

## Historique
Vers 1885, cette rue était nommée « rue Durand-Leuck », du nom d'un ancien propriétaire, avant de prendre sa dénomination actuelle en 1892 et d'être classée dans la voirie parisienne par un arrêté du 12 février 1935.